# Finale del campionato europeo maschile di calcio 1988
La finale del campionato europeo di calcio 1988 si tenne il 25 giugno 1988 all'Olympiastadion di Monaco di Baviera, in Germania Ovest, tra le nazionali di Unione Sovietica e dei Paesi Bassi: quest'ultima vinse 2-0 l'incontro aggiudicandosi per la prima volta la competizione.

## Le squadre
| Squadra          | Finali disputate in precedenza (il grassetto indica la vittoria) |
| ---------------- | ---------------------------------------------------------------- |
| Unione Sovietica | 3 (1960, 1964, 1972)                                             |
| Paesi Bassi      | Nessuna                                                          |

## Cammino verso la finale
Le due compagini vengono inserite nel gruppo B del campionato europeo, che include anche l'Irlanda e l'Inghilterra. Il confronto tra le due squadre, valido per la prima giornata, si conclude con la vittoria dei sovietici per 1-0. 
L'Unione Sovietica successivamente pareggia per 1-1 con l'Irlanda e vince per 3-1 contro l'Inghilterra. In semifinale elimina l'Italia, vincendo per 2-0.
I Paesi Bassi, dopo la sconfitta contro l'URSS, si risollevano battendo per 3-1 l'Inghilterra grazie a tre gol di Van Basten e infine, all'ultima giornata, sconfiggono per 1-0 l'Irlanda, raggiungendo la semifinale, nella quale battono in rimonta la Germania Ovest padrona di casa (2-1).

### Tabella riassuntiva del percorso
Note: In ogni risultato sottostante, il punteggio della finalista è menzionato per primo.
| Pos. | Squadra          | Pt | G | V | N | P | GF | GS | DR |
| ---- | ---------------- | -- | - | - | - | - | -- | -- | -- |
| 1.   | Unione Sovietica | 5  | 3 | 2 | 1 | 0 | 5  | 2  | +3 |
| 2.   | Paesi Bassi      | 4  | 3 | 2 | 0 | 1 | 4  | 2  | +2 |
| 3.   | Irlanda          | 3  | 3 | 1 | 1 | 1 | 2  | 2  | 0  |
| 4.   | Inghilterra      | 0  | 3 | 0 | 0 | 3 | 2  | 7  | −5 |

| Pos. | Squadra          | Pt | G | V | N | P | GF | GS | DR |
| ---- | ---------------- | -- | - | - | - | - | -- | -- | -- |
| 1.   | Unione Sovietica | 5  | 3 | 2 | 1 | 0 | 5  | 2  | +3 |
| 2.   | Paesi Bassi      | 4  | 3 | 2 | 0 | 1 | 4  | 2  | +2 |
| 3.   | Irlanda          | 3  | 3 | 1 | 1 | 1 | 2  | 2  | 0  |
| 4.   | Inghilterra      | 0  | 3 | 0 | 0 | 3 | 2  | 7  | −5 |

## Descrizione della partita
La finale è sulla carta molto equilibrata con una lieve pendenza verso i Paesi Bassi grazie all'estro di Ruud Gullit e Marco Van Basten; il primo realizza un goal di testa a centro area dopo che un cross dalla destra aveva raggiunto Van Basten, che serve l'assist,sempre di testa, al compagno di club e nazionale. Sarà poi lo stesso Van Basten a fissare il risultato sul 2-0 con un goal di splendida fattura: nel secondo tempo, su un'azione offensiva olandese sul lato sinistro del campo, Arnold Mühren esegue un cambio di gioco verso l'attaccante del Milan; il pallone prende una proiezione da "pallonbella" e la sua traiettoria pare dover finire al limite basso destra dell'area di rigore, lì Van Basten da vita a uno dei goal considerati tra i più belli della storia del calcio: colpendo il pallone al volo di destro, rimanendo a mezz'aria con entrambe le gambe, con una volee potente e precisa fa finire la palla del 2-0 sul palo opposto superando il portiere sovietico.

## Tabellino
| Arbitro: | Vautrot |

|  |           |                           |
|  | Marcatori | 32’ Gullit 54’ van Basten |

| Unione Sovietica     |    |                       |     |     |
|                      |    |                       |     |     |
| P                    | 1  | Rinat Dasaev          |     |     |
| D                    | 5  | Anatolij Dem"janenko  | 31’ |     |
| D                    | 7  | Sergej Alejnikov      |     |     |
| D                    | 3  | Vagiz Chidijatullin   | 42’ |     |
| D                    | 6  | Vasyl' Rac            |     |     |
| C                    | 8  | Hennadij Lytovčenko   | 33’ |     |
| C                    | 9  | Oleksandr Zavarov     |     |     |
| C                    | 15 | Oleksij Mychajlyčenko |     |     |
| C                    | 18 | Sjarhej Hocmanaŭ      |     | 68’ |
| A                    | 10 | Oleh Protasov         |     | 71’ |
| A                    | 11 | Ihor Bjelanov         |     |     |
| Sostituzioni:        |    |                       |     |     |
| D                    | 19 | Sergej Baltača        |     | 68’ |
| A                    | 20 | Viktor Pasul'ko       |     | 71’ |
| CT:                  |    |                       |     |     |
| Valerij Lobanovs'kyj |    |                       |     |     |

| Paesi Bassi   |    |                    |     |
|               |    |                    |     |
| P             | 1  | Hans van Breukelen |     |
| D             | 6  | Berry van Aerle    | 50’ |
| D             | 17 | Frank Rijkaard     |     |
| D             | 4  | Ronald Koeman      |     |
| D             | 2  | Adri van Tiggelen  |     |
| C             | 7  | Gerald Vanenburg   |     |
| C             | 20 | Jan Wouters        | 37’ |
| C             | 8  | Arnold Mühren      |     |
| C             | 13 | Erwin Koeman       |     |
| A             | 10 | Ruud Gullit        |     |
| A             | 12 | Marco van Basten   |     |
| CT:           |    |                    |     |
| Rinus Michels |    |                    |     |

| Guardalinee: Gérard Biguet (Francia) Rémi Harrel (Francia) Arbitro di riserva: Michał Listkiewicz (Polonia) |